# Characodoma latisinuatum
Characodoma latisinuatum är en mossdjursart som beskrevs av Harmer 1957. Characodoma latisinuatum ingår i släktet Characodoma och familjen Cleidochasmatidae. Inga underarter finns listade i Catalogue of Life.